# Raimondo Morozzo della Rocca
Raimondo Morozzo della Rocca (* 2. November 1905 in Turin; † 23. August 1980 in San Lazzaro di Saluzzo) war ein italienischer Archivar, der sich vor allem mit dem venezianischen Spätmittelalter und den dort entstandenen Handelsquellen befasste. Er war Direktor des Staatsarchivs Venedig von 1952 bis 1968.
Morozzo della Rocca entstammte einer alten Torineser Familie; er war Marchese di Bianzé und Conte di Morozzo. Seine Eltern waren Roberto und Maria Castagneri. Er absolvierte an der Universität Genua die Laurea in drei Fächern, nämlich am 31. Oktober 1928 in Lettere, am 1. November 1932 in Philosophie und am 1. Juli 1934 in Geographie. 1934 erlangte er das Diplom der Scuola sindacale «Dario Guidi» an derselben Universität sowie das Diplom für Paleografia e dottrina archivistica am Staatsarchiv Genua. Am 26. Juli 1937 ging er nach Venedig. Dort arbeitete er mit seinem Kollegen Antonino Lombardo zunächst an Notariatsarchiven, dann am Handelsrecht. Gemeinsam publizierten sie drei Quellenbände mit venezianischen Handelsdokumenten.
1941 wurde er zu Kampfeinsätzen eingezogen, an denen er sechs Monate teilnahm. 1943 wurde er Offizier bei der Artillerie, wo er zum Capitano aufstieg. Als Kriegsinvalide wurde er Ispettore generale archivistico, repräsentierte das Innenministerium im Consiglio generale dell’Istituto nazionale per la storia del movimento di liberazione in Italia, der sich mit der Geschichte der Befreiung vom Faschismus befasste. Von 1952 bis 1968 leitete er das venezianische Staatsarchiv. Am 1. Dezember 1970 ging er in den Ruhestand, nachdem er schon im Vorjahr nach Genua gezogen war.

## Veröffentlichungen (Auswahl)
- Il dispaccio di Carlo Felice a De Geneys per la repressione dei moti del 1821, in: Giornale storico e letterario della Liguria, n.s., 7 (1931), S. 39–42.
- mit Mario Chiaudano (Hrsg.): Oberto Scriba de Mercato, Reale Deputazione di storia patria per la Liguria, Turin 1938.
- mit Antonino Lombardo (Hrsg.): Documenti del commercio veneziano nei secoli XI–XIII, 2 Bde., Turin 1940.
- (Hrsg.): Benvenuto da Brixano, notaio in Candia (1301–1302), Venedig 1950.
- mit Maria Francesca Tiepolo: Cronologia veneziana del Quattrocento, del Cinquecento, del Seicento, del Settecento, in: La Civiltà di Venezia der Fondazione Giorgio Cini, Florenz 1957–1960; erweiterte Auflage 1866 in: Storia della Civiltà veneziana, Florenz 1979.
- mit Antonino Lombardo (Hrsg.): Nuovi documenti del commercio veneziano nei secoli XI–XIII, Turin 1953.
- Lettere di mercanti a Pignol Zucchello (1336–1350), Venedig 1957.
- Note sulla Rogadia a Venezia, in: Studi Veneziani 12 (1970), S. 145–156.